# Eupithecia kamburonga
Eupithecia kamburonga là một loài bướm đêm trong họ Geometridae.